# Sör-Skirsjöberget
Sör-Skirsjöberget är ett naturreservat i Sollefteå kommun i Västernorrlands län.
Området är naturskyddat sedan 1998 och är 71 hektar stort. Reservatet omfattar en nordost sluttning av Sör-Skirsjöberget och en del av Skirsjön nedanför. Reservatet består dels av rena tallbackar och dels av blandskog med tall, gran och björk.